# Trichotosia collina
Trichotosia collina är en orkidéart som först beskrevs av Rudolf Schlechter, och fick sitt nu gällande namn av Peter Francis Hunt. Trichotosia collina ingår i släktet Trichotosia och familjen orkidéer.

## Underarter
Arten delas in i följande underarter:
- T. c. collina
- T. c. govidjoae